# (19079) Hernández
(19079) Hernàndez es un asteroide que forma parte del Cinturón de asteroides y fue descubierto el 31 de mayo de 1967 por el equipo del Observatorio Félix Aguilar desde el Complejo Astronómico El Leoncito, Argentina

## Designación y nombre
Hernández fue designado originalmente como 1967 KC.
Posteriormente fue nombrado en honor de José Hernández (1834-1886) poeta argentino.

## Características orbitales
Hernández orbita a una distancia media de 2,970 ua del Sol, pudiendo alejarse hasta 3,498 ua y acercarse hasta 2,443 ua. Su excentricidad es 0,177443 y la inclinación orbital 8,04 grados. Emplea 1870 días en completar una órbita alrededor del Sol. El movimiento de Hernández sobre el fondo estelar es de 0,1925 grados por día.
Los próximos acercamientos a la órbita de Júpiter se produciran el 10 de junio de 2036, el 20 de agosto de 2072 y el 2 de diciembre de 2108

## Características físicas
La magnitud absoluta de Hernández es 13,23